# Station Fredericia
Station Fredericia is een station in Fredericia, Denemarken en is geopend op 14 mei 1935.

## Geschiedenis
Het huidige station is het tweede station van Fredericia. Het eerste lag aan het oude tracé van de spoorlijn Nyborg - Fredericia bij de haven waar de spoorpont naar Strib vertrok en werd gesloten toen in 1935 toen de brug over de Kleine Belt in gebruik werd genomen. Het eerste station van Fredericia bestaat nog steeds.